# Kenji Akabane
Kenji Akabane (赤羽根 健治 Akabane Kenji?, nacido el 31 de octubre de 1984) es un seiyū japonés. Su primer papel protagonista fue el de Kouji Kabuto de la serie Shin Mazinger Shōgeki! Z hen y también interpretó al Productor en la adaptación al anime de la serie de videojuegos The Idolmaster. En 2014, puso la voz a Shiryū de Dragón en la película Saint Seiya: Legend of Sanctuary, un papel que, según él, es «genial» y «serio».

## Roles

### Series de anime
2009
- Higashi no Eden (AKX20000)
- Shin Mazinger Shōgeki! Z hen (Koji Kabuto)[4]
- Taishō Yakyū Musume. (Izawa)

2011
- Bakugan Batoru Burōrāzu: Gandarian Inbēdāzu (Escarabajo Koji)
- The Idolmaster (Productor)

2012
- Brave 10 (Niko)
- Magi (M Nando)
- Senki Zesshō Symphogear (Sakuya Fujitaka)
- Sword Art Online (Tetsuo)

2013
- Cardfight!! Vanguard (Kenji Mitsusada)
- Meganebu! (Akira Souma)[5]
- Senki Zesshō Symphogear G (Sakuya Fujitaka)
- Space Battleship Yamato 2199 (Yasuo Nanbu)[6]

2014
- Atelier Escha & Logy: Alchemists of the Dusk Sky (Awin Sidelet)[7]
- Terra Formars (Ivan Perepelkin)[8]

2015
- Tai-Madō Gakuen 35 Shiken Shōtai (Kyouya Kirigaya)
- Chaos Dragon (Fugaku)[9]
- Punch Line (Ryuuto Teraoka)
- Senki Zesshō Symphogear GX (Sakuya Fujitaka)
- Triage X (Arashi Mikami)[10]
- Masō Gakuen H × H (Kizuna Hida)[11]
- Sansha San'yō (Mitsugu Yamaji)[12]
- Bloodivores (Mi Liu)[13]

2017
- Seikai Suru Kado (Shūhei Asano)[14]
- Senki Zesshō Symphogear AXZ (Sakuya Fujitaka)
- Hajimete no Gal (Keigo Ishida)[15]
- Chronos Ruler (Blaze)[16]
- Ikemen Sengoku: Toki o Kakeru ga Koi wa Hajimaranai (Sarutobi Sasuke)[17]
- Ōsama Game The Animation (Hideki Toyoda)[18]

2019
- Senki Zesshō Symphogear XV (Sakuya Fujitaka)

2020
- Sakura Wars: The Animation (Valery Kaminski)[19]
- Uzaki-chan wa Asobitai! (Shinichi Sakurai)[20]
- Yatogame-chan Kansatsu Nikki 2 Satsume (Teppei)[21]
- Boruto: Naruto Next Generations (Yoruga)

2021
- World Trigger Season 2 (Rokurō Wakamura)[22]
- Yatogame-chan Kansatsu Nikki 3 Satsume (Teppei)
- Sekai Saikō no Ansatsusha, Isekai Kizoku ni Tensei Suru (Lugh Tuatha Dé)[23]
- Komi-san wa, Komyushō desu. (Shigeo Chiarai)[24]

2022
- Kono Healer, Mendokusai (Orco)[25]
- Uzaki-chan wa Asobitai! ω (Shinichi Sakurai)[26]

2023
- Kusuriya no Hitorigoto (Lihaku)

### Películas
- Saint Seiya: Legend of Sanctuary (2014) (Dragón Shiryū )[27]
- Cencoroll Connect (2019) (Gotōda)[28]
- Toku Touken Ranbu: Hanamaru ~Setsugetsuka~ (2022) (Minamoto Kiyomaro)[29]

### OVA
- Valkyria Chronicles III (2011)

### Videojuegos
- Unchained Blades (2011) (Níðhöggr)
- Atelier Escha & Logy: Alchemists of the Dusk Sky (2013) (Awin Sidelet)
- JoJo's Bizarre Adventure: All Star Battle (2013) (Guido Mista)
- JoJo's Bizarre Adventure: Eyes of Heaven (2015) (Guido Mista)
- Yume Oukoku to Nemureru no 100 nin no ouji-sama (2015) (Lid)
- Fate/Grand Order (2015) (Kadoc Zemlupus, Watanabe no Tsuna)
- Ikémen Sengoku (2017) (Sarutobi Sasuke)
- Dragon Ball Legends (2018) (Shallot)
- Caligula Overdose (2018) (Biwasaka Eiji)
- Café Enchanté (2019) (Misyr Rex)
- World's End Club (2020) (Aniki)
- Live A Live (2022) (Akira)

### Tokusatsu
2009
- Kamen Rider × Kamen Rider W & Decade: Movie War 2010 (Skyrider, Kamen Rider Faiz)

2018
- Uchu Sentai Kyuranger vs. Space Squad (Touma Amaki/Jiraiya)
- Mashin Sentai Kiramager ( Mashin Mach voice) 2020 - 2021

### Doblaje
- 2:37 (Teo (Xavier Samuel))
- Easy A ("Woodchuck" Todd (Penn Badgley))[30]